# Esquilbèids

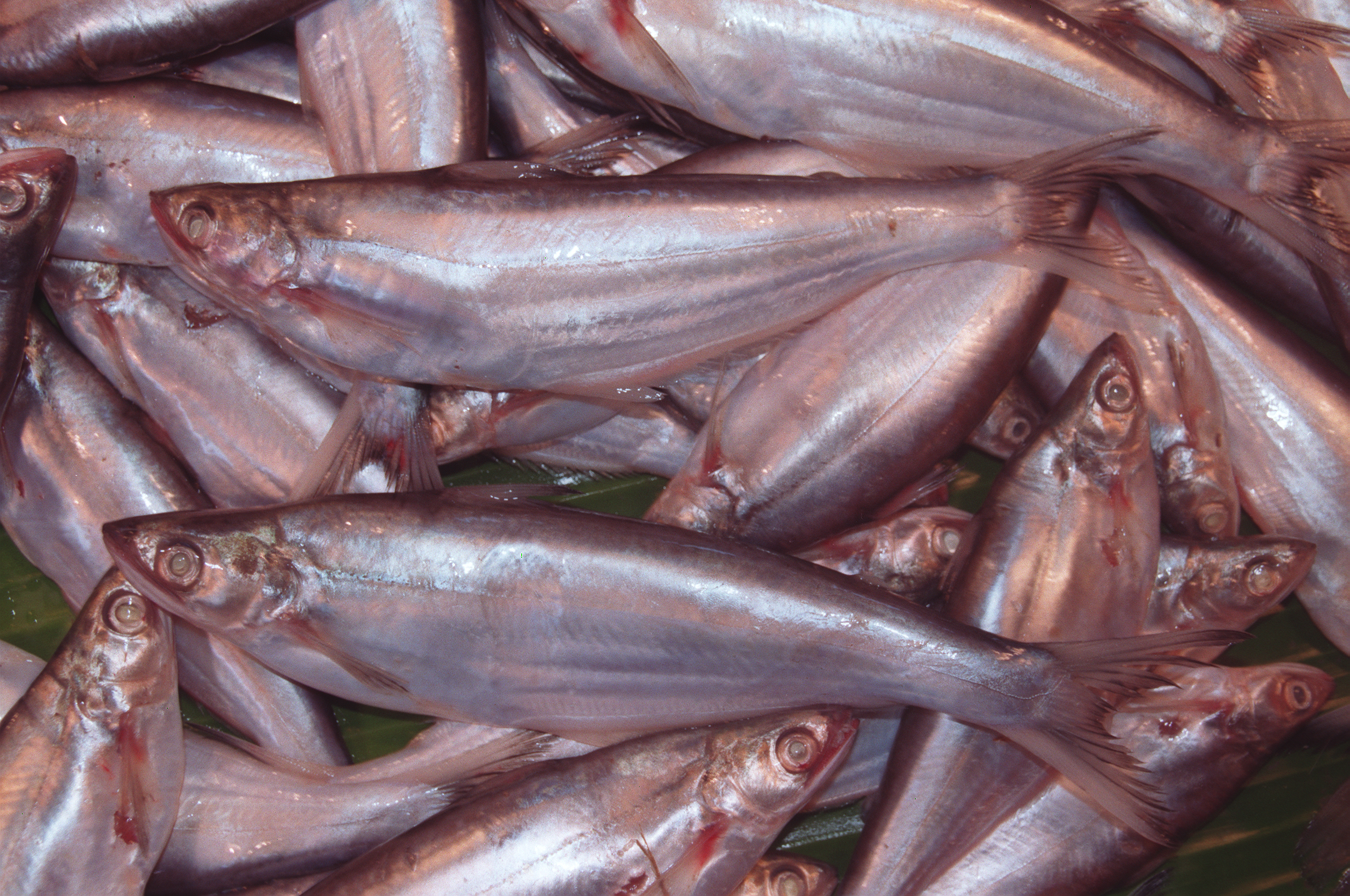
Clupisoma garua

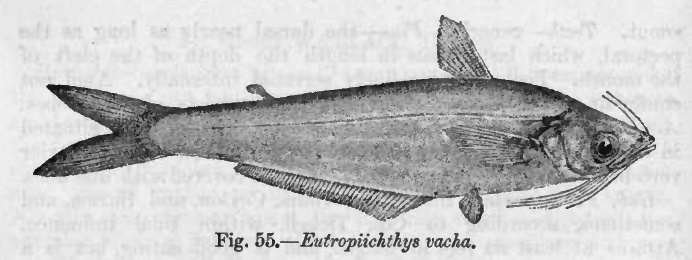
Eutropiichthys vacha

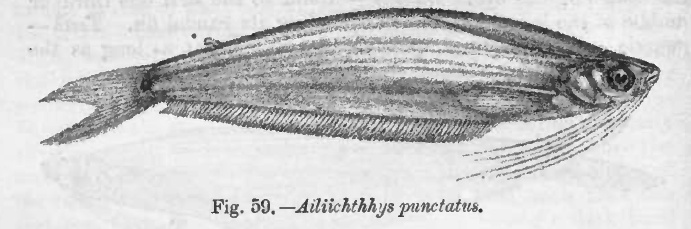
Ailia punctata

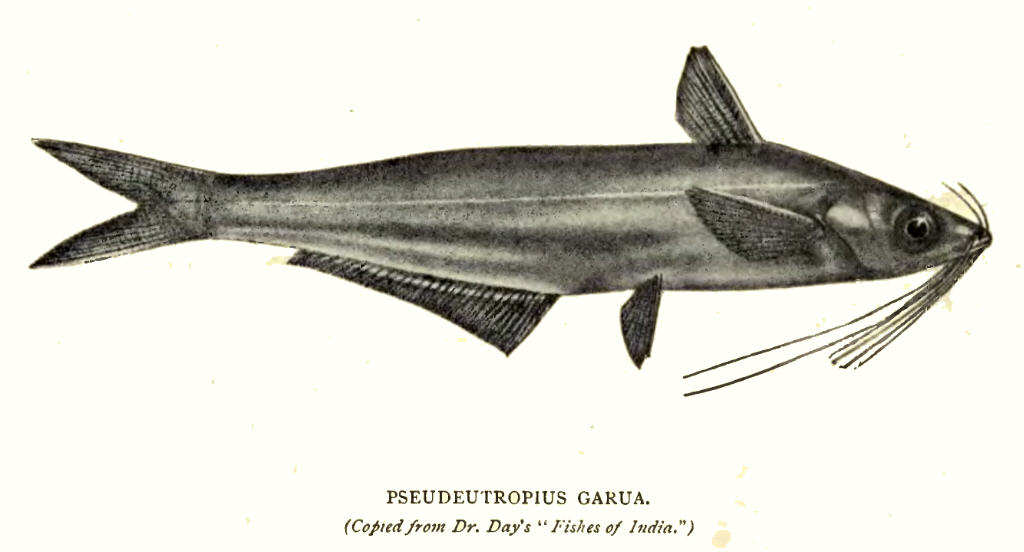
Clupisoma garua (il·lustració del 1897)

La família dels esquilbèids (Schilbeidae) és constituïda per peixos actinopterigis d'aigua dolça i de l'ordre dels siluriformes.

## Morfologia
- Presenten 4 parells de barbes sensorials.
- La base de l'aleta anal és molt llarga.
- L'aleta pelviana pot ésser absent en alguns gèneres.[2]

## Reproducció
Són ovípars i els ous són abandonats sense vigilància.

## Distribució geogràfica
Es troba a Àfrica i al sud d'Àsia.

## Gèneres i espècies
- Ailia (Gray, 1830)[4]
  - Ailia coila (Hamilton, 1822)[5]
  - Ailia punctata (Hamilton, 1822)
- Ailiichthys
  - Ailiichthys punctata (Day, 1872)
- Clupisoma (Swainson, 1838)[6]
  - Clupisoma bastari (Datta & Karmakar, 1980)[7]
  - Clupisoma garua (Hamilton, 1822)
  - Clupisoma longianalis (Huang, 1981)
  - Clupisoma montana (Hora, 1937)
  - Clupisoma naziri (Mirza & Awan, 1973)
  - Clupisoma nujiangense (Chen, Ferraris & Yang, 2005)
  - Clupisoma prateri (Hora, 1937)
  - Clupisoma roosae (Ferraris, 2004)[8]
  - Clupisoma sinensis (Huang, 1981)
- Eutropiichthys (Bleeker, 1862)[9]
  - Eutropiichthys britzi (Ferraris & Vari, 2007)[10]
  - Eutropiichthys goongwaree (Sykes, 1839)
  - Eutropiichthys murius (Hamilton, 1822)
  - Eutropiichthys salweenensis (Ferraris & Vari, 2007)
  - Eutropiichthys vacha (Hamilton, 1822)
- Horabagrus (Jayaram, 1955)[11]
- Irvineia (Trewavas, 1943)[12]
  - Irvineia orientalis (Trewavas, 1964)[13]
  - Irvineia voltae (Trewavas, 1943)[14]
- Laides (Jordan, 1919)[15]
  - Laides hexanema (Bleeker, 1852)[16]
  - Laides longibarbis (Fowler, 1934)
- Neotropius (Kulkarni, 1952)[17]
  - Neotropius acutirostris (Day, 1870)
  - Neotropius khavalchor (Kulkarni, 1952)[18]
- Parailia (Boulenger, 1899)[19]
  - Parailia congica (Boulenger, 1899)
  - Parailia occidentalis (Pellegrin, 1901)
  - Parailia pellucida (Boulenger, 1901)
  - Parailia somalensis (Vinciguerra, 1897)
  - Parailia spiniserrata (Svensson, 1933)
- Pareutropius (Regan, 1920)[20]
  - Pareutropius buffei (Gras, 1961)
  - Pareutropius debauwi (Boulenger, 1900)
  - Pareutropius longifilis (Steindachner, 1914)
  - Pareutropius mandevillei (Poll, 1959)
- Platytropius (Hora, 1937)[21]
  - Platytropius longianalis (Huang, 1981)
  - Platytropius siamensis (Sauvage, 1883)
- Proeutropiichthys (Hora, 1937)[21]
  - Proeutropiichthys taakree (Sykes, 1838)
- Pseudeutropius (Bleeker, 1862)[9]
  - Pseudeutropius atherinoides (Bloch, 1794)
  - Pseudeutropius brachypopterus (Bleeker, 1858)
  - Pseudeutropius buchanani (Valenciennes, 1840)
  - Pseudeutropius mitchelli (Günther, 1864)
  - Pseudeutropius moolenburghae (Weber & de Beaufort, 1913)
- Schilbe (Oken, 1817)[22]
- Silonia (Swainson, 1838)[6]
  - Silonia childreni (Sykes, 1839)
  - Silonia silondia (Hamilton, 1822)
- Siluranodon (Bleeker, 1858)[23]
  - Siluranodon auritus (Geoffroy Saint-Hilaire, 1809)[24][25][26][27][28][29][30]